# Surcho Raszytchanow
Surcho Musajewicz Raszytchanow (ros. Сурхо Мусаевич Рашитханов; ur. 14 listopada 1995) – rosyjski, a od 2013 roku białoruski zapaśnik walczący w stylu wolnym. 
Zajął dwunaste miejsce na mistrzostwach Europy w 2017. Drugi na ME U-23 w 2016. Drugi na ME juniorów w 2015 i trzeci w 2014 roku.